# 용호초등학교 (충남)
용호초등학교는 대한민국 충청남도 홍성군 결성면 용호리에 있었던 공립 초등학교이다.

## 연혁
- 1946년 10월 1일 결성국민학교 용호분교장 설립
- 1949년 10월 1일 용호국민학교로 승격 개교
- 1984년 3월 5일 병설유치원 개원
- 1996년 3월 1일 용호초등학교로 개칭
- 2009년 9월 1일 폐교(갈산초등학교로 통합)